# Miles Green
Miles Green – wieś w Anglii, w hrabstwie Staffordshire, w dystrykcie Newcastle-under-Lyme. Leży 30 km na północny zachód od miasta Stafford i 226 km na północny zachód od Londynu.